# 威廉·尤斯蒂斯
威廉·尤斯蒂斯（William Eustis，1753年6月10日—1825年2月6日），美国政治家，民主共和黨成员，曾任美国众议员（1801年-1805年、1820年-1823年）、美国战争部长（1809年-1813年）和马萨诸塞州州长（1823年-1825年）。